# Pamela Shoemakerová
Pamela J. Shoemakerová (* 25. října 1950) je profesorka komunikačních studií. Zabývá se teorií gatekeepingu, kterou popsala ve své knize Gatekeeping (1991).
Shoemakerová byla profesorkou s grantem John Ben Snow na S. I. Newhouse School of Public Communications na Syracuse University mezi roky 1994 až 2015, kdy odešla do důchodu. Dříve přednášela na fakultě žurnalistiky na University of Texas in Austin, poté zastávala post ředitelky na School of Journalism na Ohijské státní univerzitě.
Od roku 1972 je Shoemakerová držitelka magisterského titulu v komunikačních studiích a bakalářského v žurnalistice z E. W. Scripps School of Journalism na Ohio University. V roce 2006 byla jmenována do L. J. Hortin Distinguished Alumna. Shoemakerová vlastní také spoustu cen, roku 2014 získala cenu Guido H. Stempela III. za výzkum v masové komunikaci a žurnalistice, rok poté obdržela cenu Paul J. Deutschmanna za mimořádný výkon ve výzkumu.
Od roku 1997 začala psát do časopisu Communication Research, dříve vydávala i pro Journalism & Mass Communication Quarterly.
Mezi její publikace patří například Gatekeeping (1991), Mediating the Message in the 21st Century (et Stephen Reese, 2013), News Around the World (2006), Mediating the Message: Theories of Influence on Mass Media Content (et Stephen Reese, 1991, 1996) a Gatekeeping Theory (et Tim Vos, 2009).

## Gatekeeping
Pamela Shoemakerová se zabývá teorií gatekeepingu. Jedná se o teorii v oblasti masových medií, kterou v roce 1943 poprvé představil Kurt Lewin.
Gatekeeping je proces, při kterém je snížen počet zpráv, jež se potenciálně mohou objevit v mediích. Tento proces se týká například knižních vydavatelů vybírajících vhodné tituly, jež budou publikovány, televizních redaktorů volících obsah vysílaný během hlavního vysílacího času v televizi a editorů novin  rozhodujících, které zprávy budou uveřejněny na titulní straně.
V průběhu výběru, zpracování a předávání zpráv jsou navíc informace vědomě či nevědomě upravovány. Celý tento proces je závislý nejen na rozhodnutích jednotlivce, ale i na mnoha dalších faktorech. Shoemakerová představila hierarchický model, jenž popisuje a analyzuje, jak gatekeeping funguje na 5 úrovních: úrovni společenského uspořádání, institucí, organizací, mediální rutiny (mediální vděčnosti, atraktivity a důležitosti pro publikum) a individuální úrovni.
V současnosti rovněž hraje velmi důležitou roli internet, který umožňuje přístup k informacím mnohem většímu spektru lidí, než tomu bylo dříve. Tím pádem nad informacemi přestává mít kontrolu pouze omezené množství lidí, kteří v dřívější době rozhodovali o jejich uveřejnění, a jsou přístupné všem.

## Mediating the Message
Shoemakerová napsala v roce 1991 (druhé vydání vyšlo v roce 1996) spolu se Stephenem Reesem, profesorem žurnalistiky na Texaské univerzitě v Austinu knihu "Mediating the message: Theories of Influence on Mass Media Content", která poskytuje náhled na způsob utváření mediálního obsahu, se zaměřením na americké prostředí. Shoemakerová je autorkou pěti z jedenácti kapitol, u jedné další je spoluautorkou.
Autorka tvrdí, že většina studií zkoumajících masmédia se zabývá tím, jak lidé přijímají jejich sdělení a jak se ve společnosti odráží, přičemž Shoemakerová vyzdvihuje důležitost vlivů, vnějších i vnitřních, které ovlivňují to, jak samotné zprávy produkované masovými médii vznikají. Za tyto faktory považují autoři zejména osobní přístup a názory zaměstnanců v médiích, profesionalitu, v čím vlastnictví mediální firma je a jaká je její vnitřní politika, ekonomické prostředí, zadavatele reklamy a ideologické vlivy.
Shoemakerová rozlišuje vlivy, které působí na výkon žurnalistů, jako např. jejich původ, pohlaví, sexuální orientace, zkušenosti, vzdělání, osobní názory a hodnoty a jejich role v rámci firemní hierarchie. Jako činitele působící na média zvenčí jsou zmiňovány finanční důvody (velikost trhu, zájmové skupiny, ziskovost, konkurence či zisky z reklam) nebo kulturní předpoklady.
Shoemakerová a Reese považují masová média za produkt vytvořený společností, nikoli za objektivní ztvárnění reality, z důvodu přítomnosti mnoha faktorů, jež určují, jaká část zprávy bude vybrána a jak s ní bude naloženo.